# ناحیه نیلز، شهرستان کوک، ایلینوی
ناحیه نیلز (به انگلیسی: Niles Township) یک منطقهٔ مسکونی در ایالات متحده آمریکا است که در شهرستان کوک (ایلینوی) واقع شده‌است. ناحیه نیلز ۵۵٫۰۵ کیلومتر مربع مساحت دارد ۱۹۰ متر بالاتر از سطح دریا واقع شده‌است.